# 杰伊·奥布赖恩
杰伊·奥布赖恩（英語：Jay O'Brien，1883年2月22日—1940年4月5日），美国男子雪车运动员。他曾代表美国参加1928年和1932年冬季奥林匹克运动会雪车比赛，获得一枚金牌和一枚银牌。